# Henryk Chrupała
Henryk Chrupała (ur. 25 lipca 1938 w Katowicach, zm. 25 stycznia 2015 tamże) – polski astronom, fizyk i popularyzator astronomii. 

## Życiorys
W Katowicach ukończył liceum ogólnokształcące, a w 1963 roku ukończył studia magisterskie z zakresu fizyki w Wyższej Szkole Pedagogicznej (Wydział Matematyczno-Fizyczno-Chemiczny). Jeszcze w czasie studiów w 1962 roku rozpoczął pracę w Planetarium Śląskim w Chorzowie. W roku 1975 został dyrektorem tej placówki. Na tym stanowisku pozostał do roku 2003, tj. do przejścia na emeryturę.
Pracował w szkołach podstawowych i ponadpodstawowych jako nauczyciel matematyki, fizyki i astronomii. Był nauczycielem i mentorem wielu pokoleń astronomów i miłośników astronomii.
W 1976 uzyskał stopień naukowy doktora na Uniwersytecie im. Adama Mickiewicza w Poznaniu.
Był jednym z założycieli, a później prezesem powstałego w 1964 roku Śląskiego Oddziału Polskiego Towarzystwa Miłośników Astronomii. W 1971 roku został członkiem Zarządu Głównego PTMA. W latach 1983–1997 pięciokrotnie pełnił funkcję wiceprezesa. W trakcie pracy w planetarium PTMA rekomendowało go do grona rzeczoznawców Ministerstwa Edukacji Narodowej.
Od niemal samego początku swojej pracy był jednym z organizatorów Olimpiady astronomicznej. W latach 1976–1989 był przewodniczącym Komitetu Głównego Olimpiady Astronomicznej. Po ujednoliceniu przez MEN zasad organizowania olimpiad pełnił funkcję wiceprzewodniczącego. Efektem wieloletniej pracy przy organizacji olimpiad były dwie książki napisane wspólnie z Markiem Szczepańskim i Jerzym Kreinerem.
Zmarł 25 stycznia 2015 roku. Został pochowany na cmentarzu przy kościele św Józefa w Załężu.

## Odznaczenia, wyróżnienia i nagrody
- Medal im. Włodzimierza Zonna – 1997[6]
- Złoty Krzyż Zasługi [potrzebny przypis]
- Złota Odznaka Honorowa Polskiego Towarzystwa Miłośników Astronomii[potrzebny przypis]
- Medal Komisji Edukacji Narodowej[2]

## Książki
- Henryk Chrupała, Marek T. Szczepański, 25 lat olimpiad astronomicznych, Warszawa: Wydawnictwa Szkolne i Pedagogiczne, 1986, ISBN 83-02-02321-3 [dostęp 2023-06-23] (ang.). Brak numerów stron w książce
- H. Chrupała, J.M. Kreiner, M.T. Szczepański, Zbiór zadań z astronomii wraz z rozwiązaniami, Warszawa: IKN, 1984 (pol.). Brak numerów stron w książce